# Condado de Emmet (Iowa)
El condado de Emmet (en inglés: Emmet County, Iowa), fundado en 1851, es uno de los 99 condados del estado estadounidense de Iowa. En el año 2020 tenía una población de 9 388 habitantes con una densidad poblacional de 9 personas por km². La sede del condado es Estherville.

## Geografía
Según la Oficina del Censo, el condado tiene un área total de 1042 km² (402,3 mi²), de la cual 1025 km² (395,8 mi²) es tierra y 17 km² (6,6 mi²) es agua.

### Condados adyacentes
- Condado de Jackson, (Minnesota) noroeste
- Condado de Martin, (Minnesota) noreste
- Condado de Kossuth este
- Condado de Palo Alto sur
- Condado de Dickinson oeste

## Demografía
En el 2000 la renta per cápita promedia del condado era de $33 305, y el ingreso promedio para una familia era de $41 226. El ingreso per cápita para el condado era de $16 619. En 2000 los hombres tenían un ingreso per cápita de $27 425 contra $20 278 para las mujeres. Alrededor del 8.20% de la población estaba bajo el umbral de pobreza nacional.
| 1900  | 1910  | 1920   | 1930   | 1940   | 1950   | 1960   | 1970   | 1980   | 1990   | 2000   |
| ----- | ----- | ------ | ------ | ------ | ------ | ------ | ------ | ------ | ------ | ------ |
| 9.936 | 9.816 | 12.627 | 12.856 | 13.406 | 14.102 | 14.871 | 14.009 | 13.336 | 11.569 | 11.027 |

## Lugares

### Ciudades y pueblos
- Armstrong
- Dolliver
- Estherville
- Forsyth
- Gridley
- Gruver
- Halfa
- Hoprig
- Huntington
- Maple Hill
- Raleigh
- Ringsted
- Wallingford

### Principales carreteras
- Carretera de Iowa 4
- Carretera de Iowa 9
- Carretera de Iowa 15